# Février 1872

## Événements
- France : création de l'École libre des sciences politiques par Émile Boutmy.
- Royaume-Uni : tentative d’assassinat contre la reine Victoria du Royaume-Uni.

- 17 février : l'exécution aux Philippines, après un simulacre de procès, de trois prêtres libéraux — dont le missionnaire espagnol José Burgos, qui se fit le porte-parole des indigènes philippins lors de la première révolution anti-coloniale en 1864 — accusés d’avoir fomenté une mutinerie à Cavie suscite une révolte populaire.

- 18 février : assassinat de lord Mayo, vice-roi des Indes, par Sher Ali, un ancien prisonnier wahhabite qui justifie son geste en protestant contre l’emprisonnement du chef de la secte, Emir Khan.

## Décès
- 17 février : José Burgos, missionnaire espagnol aux Philippines. (° 9 février 1837).